# Campeonato Cearense de Futebol de 2015
O Campeonato Cearense de Futebol de 2015 foi a 101ª edição do torneio. A competição premiou os clubes com duas vagas para a Copa do Brasil de 2016, duas para a Copa do Nordeste de 2016 e uma para a Série D de 2015.

## Fórmula de disputa
Os dez clubes foram divididos em dois grupos de cinco que se enfrentam em confrontos diretos, de "ida" e "volta", classificando-se para a segunda fase os três primeiros colocados. O quarto e quinto colocados de cada grupo farão o quadrangular de descenso.
Na segunda fase, os três primeiros colocados do grupo A1 farão parte do grupo B1, o mesmo acontece com o grupo A2, onde farão parte do grupo B2. Os integrantes do grupo B1 contra os integrantes do grupo B2, em jogos de ida e volta, totalizando seis partidas para cada. Os dois primeiros de cada grupo classificam-se para a semifinal.
Na semifinal, o 4º melhor colocado, somando-se todas as fases, enfrenta o 1º melhor colocado. O 3º melhor colocado enfrenta o 2º. Os jogos acontecem no modelo "ida e volta", sendo a segunda partida com mando do time melhor classificado.
A final será realizada no modelo ida e volta, sendo a segunda partida com o mando do time melhor classificado, somando-se os pontos de todas as fases anteriores.
O campeão e vice-campeão receberão as duas vagas na Copa do Brasil de 2016, assim como na Copa do Nordeste de 2016. O melhor time classificado, excluindo Ceará, Fortaleza e Icasa, receberá uma vaga na Série D de 2015.
As duas equipes com piores rendimentos no quadrangular de descenso serão rebaixadas e disputarão a 2ª divisão do Campeonato Cearense de 2016.

## Transmissão
O torneio será transmitido para todo o país pelos canais TV Diário (televisão aberta no Ceará e em algumas cidades do Norte-Nordeste, e fechada no resto do Brasil) e pelos canais Esporte Interativo e Esporte Interativo Nordeste (televisão paga) — nestes, apenas as partidas de Ceará e Fortaleza —, sendo esta temporada atual a estreia das transmissões da competição nos canais pagos. A partir de fevereiro, a TV Verdes Mares (afiliada Rede Globo) também passou a transmitir o campeonato para o todo o Estado do Ceará na televisão aberta.

## Participantes
| Equipe              | Cidade            | Em 2014      | Estádio (mando)                                      | Títulos             |
| ------------------- | ----------------- | ------------ | ---------------------------------------------------- | ------------------- |
| Ceará               | Fortaleza         | 1º (Série A) | Castelão (67.037) - Presidente Vargas (20.166)       | 43 (último em 2014) |
| Fortaleza           | Fortaleza         | 2º (Série A) | Castelão (67.037) - Presidente Vargas (20.166)       | 39 (último em 2010) |
| Guarani de Juazeiro | Juazeiro do Norte | 6º (Série A) | Romeirão (10.000)                                    | 0 (não possui)      |
| Guarany de Sobral   | Sobral            | 4º (Série A) | Junco (8.584)                                        | 0 (não possui)      |
| Horizonte           | Horizonte         | 5º (Série A) | Domingão (10.400)                                    | 0 (não possui)      |
| Icasa               | Juazeiro do Norte | 3º (Série A) | Romeirão (10.000)                                    | 0 (não possui)      |
| Itapipoca           | Itapipoca         | 8º (Série A) | Perilão (5.000)                                      | 0 (não possui)      |
| Maranguape          | Maranguape        | 2º (Série B) | Presidente Vargas (20.166)                           | 0 (não possui)      |
| Quixadá             | Quixadá           | 7º (Série A) | Abilhão (5.000)                                      | 0 (não possui)      |
| São Benedito        | São Benedito      | 1º (Série B) | Junco (8.584) - Domingão (10.400) - Tarcizão (5.000) | 0 (não possui)      |

## Primeira fase

### Grupo A1

#### Classificação
| 1 | Icasa        | 16 | 8 | 5 | 1 | 2 | 15 | 11 | 4   |
| 2 | Fortaleza    | 15 | 8 | 4 | 3 | 1 | 13 | 7  | 6   |
| 3 | Quixadá      | 14 | 8 | 4 | 2 | 2 | 10 | 7  | 3   |
| 4 | Horizonte    | 8  | 8 | 2 | 2 | 4 | 10 | 13 | -3  |
| 5 | São Benedito | 3  | 8 | 1 | 0 | 7 | 9  | 19 | -10 |

| Resultados   | Resultados | Resultados | Resultados | Resultados | Resultados |
|              | FOR        | HOR        | ICA        | QUI        | SBE        |
| ------------ | ---------- | ---------- | ---------- | ---------- | ---------- |
| Fortaleza    | —          | 1–1        | 1–0        | 0–0        | 3–2        |
| Horizonte    | 1–3        | —          | 1–1        | 1–2        | 1–0        |
| Icasa        | 2–0        | 4–3        | —          | 1–0        | 2–1        |
| Quixadá      | 0–0        | 1–0        | 2–4        | —          | 2–0        |
| São Benedito | 1–5        | 1–2        | 3–1        | 1–3        | —          |

|  |                                                       |
|  | Zona de classificação para a segunda fase             |
|  | Zona de classificação para o quadrangular de descenso |

### Grupo A2

#### Classificação
| 1 | Ceará               | 19 | 8 | 6 | 1 | 1 | 18 | 7  | 11 |
| 2 | Maranguape          | 12 | 8 | 4 | 0 | 4 | 11 | 11 | 0  |
| 3 | Guarani de Juazeiro | 10 | 8 | 3 | 1 | 4 | 11 | 9  | 2  |
| 4 | Guarany de Sobral   | 10 | 8 | 3 | 1 | 4 | 5  | 11 | -6 |
| 5 | Itapipoca           | 7  | 8 | 2 | 1 | 5 | 4  | 11 | -7 |

| Resultados          | Resultados | Resultados | Resultados | Resultados | Resultados |
|                     | CEA        | GJU        | GSO        | ITA        | MFC        |
| ------------------- | ---------- | ---------- | ---------- | ---------- | ---------- |
| Ceará               | —          | 1–0        | 4–0        | 3–0        | 4–3        |
| Guarani de Juazeiro | 2–2        | —          | 2–0        | 0-1        | 1–2        |
| Guarany de Sobral   | 2–1        | 1–3        | —          | 1–0        | 0–1        |
| Itapipoca           | 0–2        | 0–2        | 0–0        | —          | 2–1        |
| Maranguape          | 0–1        | 0–1        | 2–1        | 2–1        | —          |

|  |                                                       |
|  | Zona de classificação para a segunda fase             |
|  | Zona de classificação para o quadrangular de descenso |

## Segunda fase

### Grupo B1

#### Classificação
| 1 | Fortaleza | 13 | 6 | 4 | 1 | 1 | 11 | 3 | 5 |
| 2 | Icasa     | 10 | 6 | 3 | 1 | 2 | 11 | 8 | 3 |
| 3 | Quixadá   | 10 | 6 | 3 | 1 | 2 | 11 | 9 | 2 |

| Resultados | Resultados | Resultados | Resultados |
|            | CEA        | GJU        | MFC        |
| ---------- | ---------- | ---------- | ---------- |
| Fortaleza  | 0–1        | 2-0        | 1–1        |
| Icasa      | 2–2        | 3–0        | 2–3        |
| Quixadá    | 3–1        | 0–2        | 4–1        |

|  |                                          |
|  | Zona de classificação para as semifinais |
|  | Eliminados                               |

|  |                      |
|  | Vitória do mandante  |
|  | Vitória do visitante |
|  | Empate               |

### Grupo B2

#### Classificação
| 1 | Ceará               | 10 | 6 | 3 | 1 | 2 | 10 | 8  | 2   |
| 2 | Guarani de Juazeiro | 4  | 6 | 1 | 1 | 4 | 3  | 8  | -5  |
| 3 | Maranguape          | 4  | 6 | 1 | 1 | 4 | 7  | 17 | -10 |

| Resultados          | Resultados | Resultados | Resultados |
|                     | FOR        | ICA        | QUI        |
| ------------------- | ---------- | ---------- | ---------- |
| Ceará               | 1–2        | 2–0        | 3–1        |
| Guarani de Juazeiro | 0–1        | 0–1        | 1–1        |
| Maranguape          | 0–5        | 1–3        | 1–2        |

|  |                                          |
|  | Zona de classificação para as semifinais |
|  | Eliminados                               |

|  |                      |
|  | Vitória do mandante  |
|  | Vitória do visitante |
|  | Empate               |

### Quadrangular do Descenso

#### Classificação
| 1 | Guarany de Sobral | 14 | 6 | 4 | 2 | 0 | 13 | 8  | 5  |
| 2 | Itapipoca         | 8  | 6 | 2 | 2 | 2 | 14 | 15 | -1 |
| 3 | Horizonte         | 7  | 6 | 2 | 1 | 3 | 13 | 11 | 2  |
| 4 | São Benedito      | 3  | 6 | 0 | 3 | 3 | 9  | 15 | -6 |

| Resultados        | Resultados | Resultados | Resultados | Resultados | Resultados |
|                   | GSO        | HOR        | ITA        | SBE        |            |
| ----------------- | ---------- | ---------- | ---------- | ---------- | ---------- |
| Guarany de Sobral | —          | 1–0        | 3–2        | 3–1        |            |
| Horizonte         | 3–4        | —          | 5–2        | 3–1        |            |
| Itapipoca         | 1–1        | 2–1        | —          | 4–4        |            |
| São Benedito      | 1–1        | 1–1        | 1–3        | —          |            |

|  |                                   |
|  | Campeonato Cearense de 2016       |
|  | Rebaixados para a Segunda Divisão |

|  |                      |
|  | Vitória do mandante  |
|  | Vitória do visitante |
|  | Empate               |

## Fase final
|  | Semifinais 04 de abril à 18 de abril | Semifinais 04 de abril à 18 de abril | Semifinais 04 de abril à 18 de abril | Semifinais 04 de abril à 18 de abril |   |           | Final 26 de abril e 03 de maio | Final 26 de abril e 03 de maio | Final 26 de abril e 03 de maio | Final 26 de abril e 03 de maio |
|  |                                      |                                      |                                      |                                      |   |           |                                |                                |                                |                                |
|  | Fortaleza                            | 2                                    | 0                                    | 2                                    |   |           |                                |                                |                                |                                |
|  | Icasa                                | 1                                    | 0                                    | 1                                    |   |           |                                |                                |                                |                                |
|  | Icasa                                | 1                                    | 0                                    | 1                                    |   | Fortaleza | 2                              | 2                              | 4                              |                                |
|  |                                      |                                      |                                      |                                      |   | Fortaleza | 2                              | 2                              | 4                              |                                |
|  |                                      | Ceará                                | 1                                    | 2                                    | 3 |           |                                |                                |                                |                                |
|  | Ceará                                | Ceará                                | 1                                    | 2                                    | 3 | 1         | 3                              | 4                              |                                |                                |
|  | Ceará                                |                                      |                                      |                                      |   | 1         | 3                              | 4                              |                                |                                |
|  | Guarani de Juazeiro                  | 0                                    | 0                                    | 0                                    |   |           |                                |                                |                                |                                |

### Final
| Domingo, 26 de abril | Fortaleza                  | 2 – 1          | Ceará           | Arena Castelão, Fortaleza                                                       |
| 16:00                | Genilson 15' · Everton 37' | Súmula Borderô | Magno Alves 42' | Público: 18 832 Renda: R$ 414.348,00 Árbitro: MG Ricardo Marques Ribeiro (FIFA) |

| Fortaleza | Ceará |

| Domingo, 3 de maio | Ceará                          | 2 – 2          | Fortaleza                              | Arena Castelão, Fortaleza                                                  |
| 16:00              | Ricardinho 81' · Assisinho 90' | Súmula Borderô | 31' Daniel Sobralense · 90+2' Cassiano | Público: 50 002 Renda: R$ 1.169.467,00 Árbitro: RJ Pericles Bassols (FIFA) |

| Ceará | Fortaleza |

## Campeão do Interior
| Taça Padre Cícero de 2015 |
| Juazeiro do Norte         |
| ------------------------- |
| Icasa Campeão (2º título) |

## Artilharia (Gol(o)s)
- Atualizado até 03 de maio de 2015[1]

## Premiação (Troféu Verdes Mares)
- Craque do Campeonato: Ricardinho (Ceará)
- Craque da Galera: Corrêa (Fortaleza)
- Seleção do campeonato:
  - Goleiro: Luís Carlos (Ceará)
  - Zagueiros: Charles (Ceará) e Adalberto (Fortaleza)
  - Laterais: Alan (Icasa) e Wanderson (Fortaleza)
  - Volantes:  Uillian Correia (Ceará) e Corrêa (Fortaleza)
  - Meio-campistas: Everton (Fortaleza) e Ricardinho (Ceará)
  - Atacantes: Magno Alves (Ceará) e Núbio Flávio (Icasa)
- Artilheiro: Núbio Flávio (Icasa)
- Melhor técnico: Marcelo Chamusca (Fortaleza)
- Melhor árbitro: Avelar Rodrigo
- Melhor assistente (árbitro): Carolina Romanholi
- Goleiro menos vazado: Deola (Fortaleza)
- Revelação: Charles (Icasa)
- Homenageado: Cícero Capacete